# Oberbösa
Oberbösa település Németországban, azon belül Türingiában. Lakosainak száma 301 fő (2023. december 31.).

## Népesség
A település népességének változása:
| Lakosok száma | 344  | 333  | 313  | 312  | 301  |
|               | 2017 | 2019 | 2021 | 2022 | 2023 |